# Sevrai
Sevrai är en kommun i departementet Orne i regionen Normandie i nordvästra Frankrike. Kommunen ligger i kantonen Écouché som tillhör arrondissementet Argentan. År 2022 hade Sevrai 285 invånare.

## Befolkningsutveckling
Antalet invånare i kommunen Sevrai
| Referens: INSEE |